# New Cuyama (Kalifornija)
New Cuyama je naseljeno područje za statističke svrhe u američkoj saveznoj državi Kalifornija. Prema popisu stanovništva iz 2010. u njemu je živjelo 517 stanovnika.